# Alyssum gustavssonii
Alyssum gustavssonii är en korsblommig växtart som beskrevs av Per Hartvig. Alyssum gustavssonii ingår i släktet stenörter, och familjen korsblommiga växter. Inga underarter finns listade i Catalogue of Life.